# Fontenoy (Yonne)
Fontenoy es una localidad y comuna francesa situada en la región de Borgoña, departamento de Yonne, en el distrito de Auxerre y cantón de Saint-Sauveur-en-Puisaye.

## Demografía
| 712 | 569 | 697 | 804 | 783 | 780 | 814 | 864 | 866 | 872 | 834 | 755 | 748 | 811 | 780 | 703 | 688 | 716 | 665 | 633 | 539 | 545 | 499 | 502 | 495 | 431 | 455 | 409 | 320 | 308 | 301 | 301 | 320 |
| Para los censos de 1962 a 1999 la población legal corresponde a la población sin duplicidades (Fuente: INSEE [Consultar]) |     |     |     |     |     |     |     |     |     |     |     |     |     |     |     |     |     |     |     |     |     |     |     |     |     |     |     |     |     |     |     |     |